# Juszkowce
Juszkowce – wieś na Ukrainie w rejonie stryjskim (do 2020 roku w rejonie żydaczowskim) należącym do obwodu lwowskiego.

## Położenie
Na podstawie Słownika geograficznego Królestwa Polskiego i innych krajów słowiańskich: Juszkowce to wieś w powiecie bóbreckim, 16 km na południe od Bóbrki, 4 km na wschód od stacji kolejowej w Boryniczach.